# Шевченко Віктор Іванович
Шевченко Віктор Іванович (нар. 1 серпня 1941, Макіївка, Україна) — український металург, політичний діяч. Народний депутат України I та II скликань. Генеральний директор Макіївського металургійного комбінату імені Кірова у 1988–1997 роках.

## Біографія
У 1971 закінчив Донецький політехнічний інститут за спеціальністю інженер-металург, а у 1974 році факультет організаторів виробництва Харківського інженерно-економічного інституту.
Народний депутат України II скликання від макіївського центрального виборчого округу Донецької області № 133  з липня 1994 (1-й тур) до квітня 1998 року. Член Комітету з питань базових галузей та соціально-економічного розвитку регіонів.. 
Народний депутат України I скликання з березня 1990 (2-й тур) до квітня 1994 року. Член Комісії з питань розвитку базових галузей.
- 1954–1958 — учень Макіївського металургійного технікуму.
- З 1958 — рамник, підручний сталевара Маріупольського металургійного заводу імені Ілліча.
- З 1959 — підручний сталевара, диспетчер, майстер, старший майстер на розливних дільницях, з 1982 — начальник мартенівського цеху, з 1986 — головний інженер Макіївського металургійного заводу імені Кірова.
- 1988–1997 — генеральний директор Макіївського металургійного комбінату імені Кірова.

Академік АІНУ.
Володіє англійською мовою. 
Одружений; має сина.

## Нагороди
- Заслужений металург України
- Грамота Президії Верховної Ради УРСР
- Орден Дружби народів